# Passacaglia
La passacaglia (in francese passacaille, dal termine spagnolo pasacalle, in italiano anticamente anche passacaglio, passagallo, passacagli, passacaglie; lett. passa-strada) è una forma musicale, di origine spagnola, basata sulla variazione continua su di un tenor. Il nome deriva dallo spagnolo e significa passare la calle, cioè la strada, termine che rivela la provenienza popolare da musicisti girovaghi.
Essa sostanzialmente è una derivazione ben determinata della ciaccona, con la quale per l'appunto presenta grandi affinità. La passacaglia prevede una linea melodica, normalmente enunciata la prima volta da sola, che può fungere alternativamente da basso (e in questo caso suggerisce l'armonia), da canto (e quindi può essere armonizzata in modi diversi) o da parte interna.
La ciaccona, invece, prevede una serie di variazioni su un basso che soggiace a una regola ferrea: si muove dalla tonica alla dominante, con moto ascendente o discendente, cromatico o diatonico, ma il tutto con dovute e giustificate eccezioni, e procede dal suo inizio sino alla fine come un tutt'uno, seguendo una direzione univoca e quindi considerando le variazioni che la compongono come parte integrante dell'intera composizione.
La passacaglia solo in un secondo momento diviene una sorta di danza popolare, ma nel periodo barocco è stata praticamente monopolizzata dalla musica colta diventando una forma molto utilizzata nei più disparati contesti.
Addirittura un celebre basso di passacaglia, La Follia di Spagna, divenne uno dei temi più in voga in tutta l'Europa barocca, e numerosissimi compositori, fino ad arrivare ai tempi moderni, si sono cimentati a musicarlo (per esempio Antonio Vivaldi, Arcangelo Corelli, Alessandro Scarlatti, Jean-Baptiste Lully, Francesco Geminiani, Marin Marais, Johann Sebastian Bach nella cantata BWV 212, Georg Friedrich Händel nella celebre Sarabanda, Antonio Salieri, Ludwig van Beethoven, Franz Liszt nella sua Rapsodia Spagnola, Sergej Rachmaninov, e anche celebri chitarristi virtuosi dell'800 come Mauro Giuliani o Fernando Sor o anche Ferdinand Rebay.
Oltre che come forma a sé stante (capolavori del genere sono la Passacaglia in do minore BWV 582 di Johann Sebastian Bach e la Passacaglia in re minore BuxWV 161 di Dietrich Buxtehude), la passacaglia può essere parte costitutiva e integrante di altre forme musicali. Ad esempio lo stesso Bach la utilizza nel Crucifixus della Messa in Si minore, mentre Johannes Brahms la impiega per terminare le Variazioni su di un tema di Haydn e nel IV movimento della Sinfonia n.4 la cui passacaglia è costruita su 35 variazioni sul tema della cantata BWV 150 di J.S.Bach. Degna di nota è anche la passacaglia che apre il quinto atto della tragédie en musique Armide di Jean-Baptiste Lully. In ambito dodecafonico, Hanns Eisler utilizza la passacaglia nei suoi Vierzehn arten den regen zu beschreiben, come forma per il nr. 10 "presto etude".
Questa forma ha avuto grande successo presso moltissimi compositori di tutte le epoche. Per quanto riguarda il '900 vanno ricordate la celebre Passacaglia per orchestra op. 1, debutto compositivo ufficiale di Anton Webern e il terzo tempo del Concerto n. 1 per violino e orchestra op.77 di Šostakovič.